# Фигереду-да-Кунья-и-Мелу, Педру Паулу де
Педру Паулу де Фигереду-да-Кунья-и-Мелу (порт. Pedro Paulo de Figuereido da Cunha e Melo; 19 июня 1770, Тавира, королевство Португалия — 31 декабря 1855, Брага, королевство Португалия) — португальский кардинал и доктор обоих прав. Архиепископ Браги с 3 апреля 1843 по 31 декабря 1855. Кардинал-священник с 30 сентября 1850.

## Ранние годы и образование
Педру Паулу де Фигереду-да-Кунья-и-Мелу родился 19 (или 18) июня 1770 года, в Тавейру, епархия Коимбры, королевство Португалия. Сын Жозе Антониу де Фигереду-и-Сужа (родился около 1725 года) и Дионизии Энграции Изабел да Кунья-и-Меллу-Алвелуш. Принял таинство крещения 20 июня 1770 года. Его брат Луиш да Кунья был епископом Бежи (1820—1833).
Учился в Коимбрском университете, Коимбра. 30 июня 1793 года получил докторскую степень in utroque iuris, как гражданского, так и канонического права. 14 июля 1805 года получил субдиаконат.

## Священство
Где, когда и кем был рукоположён в священники информация была не найдена.
Заместитель руководителя Святой Инквизиции. Почётный архидиакон кафедрального капитула Коимбры, 1806 год. Каноник кафедрального капитула Элваша. Канонический чтец, управляющий кафедр естественного права, публичного и международного права, канонического права, национального права и аналитики с 1816 года. Докторский каноник Порталегре с 22 августа 1822 года.
Избран в Палату депутатов в 1826 года от провинции Бейра. Primarius cathedraticus канонического права в Коимбрском университете с 12 августа 1834 года, советник с 1839 года.
15 января 1840 года назначен апостольским администратором архиепархии Браги португальским гражданским правительством до того, как Святой Престол подтвердил его избрание.

## Епископ и кардинал
3 апреля 1843 года избран архиепископом Браги. Посвящён в епископы 10 сентября 1843 года в кафедральном соборе Браги Жерониму ду Барку, O.F.M.Ref., епископом Сантьяго-ду-Кабо-Верде.
Возведён в кардинала-священника на консистории от 30 сентября 1850 года, скончался до получения красной шляпы и титулярной церкви.
Скончался кардинал Педру Паулу де Фигереду-да-Кунья-и-Мелу 31 декабря 1855 года, в Браге. Тело было выставлено и похоронено в кафедральном соборе Браги.